# Liste der Naturdenkmale in Kallstadt
Die Liste der Naturdenkmale in Kallstadt nennt die im Gemeindegebiet von Kallstadt ausgewiesenen Naturdenkmale (Stand 4. März 2024).

## Naturdenkmale
| Nr.         | Bezeichnung                                  | Lage                                                                                               | Beschreibung                                                                | Bild                                    |
| ----------- | -------------------------------------------- | -------------------------------------------------------------------------------------------------- | --------------------------------------------------------------------------- | --------------------------------------- |
| ND-7332-173 | Ödung auf dem Steinbruch                     | nordwestlich des Ortes, oberhalb des Sportplatzes; Flur Mittlere Hessel Lage                       | Ödland oberhalb eines aufgelassenen Steinbruchs; flächenhaftes Naturdenkmal | Direkt Bild zu diesem Denkmal hochladen |
| ND-7332-174 | Geiersbrünnchen                              | in der Waldgemarkung östlich von Lindemannsruhe; Abteilung Peterskopf Lage                         | gefasste Quelle                                                             | Direkt Bild zu diesem Denkmal hochladen |
| ND-7332-229 | Tertiärer Kalktrockenrasen und Gehölzbestand | westlich des Ortes; Flur Almen Lage                                                                | flächenhaftes Naturdenkmal                                                  | Direkt Bild zu diesem Denkmal hochladen |
| ND-7332-569 | Heidenfels                                   | in der Waldgemarkung südwestlich von Lindemannsruhe; Abteilungen Bremenacker und Schwabenhalt Lage | Felsblocklandschaft; flächenhaftes Naturdenkmal                             | Direkt Bild zu diesem Denkmal hochladen |
| ND-7332-570 | Hohl im Hasenlauf                            | westlich des Ortes; Flur Am Hasenlauf Lage                                                         | Hohlweg mit Gehölzbestand; flächenhaftes Naturdenkmal                       | Direkt Bild zu diesem Denkmal hochladen |
| ND-7332-571 | Gaubergerhohl                                | nördlich des Ortes; Flur Am Gauberg Lage                                                           | Hohlweg mit Gehölzbestand; flächenhaftes Naturdenkmal                       | Direkt Bild zu diesem Denkmal hochladen |
| ND-7332-572 | Ödung Galleroseberg                          | nordwestlich des Ortes; Flur Am Gauberg Lage                                                       | feuchtes Ödland; flächenhaftes Naturdenkmal                                 | Direkt Bild zu diesem Denkmal hochladen |